# Kinosternon acutum
Kinosternon acutum је гмизавац из реда корњача и фамилије Kinosternidae.

## Угроженост
Ова врста је на нижем степену опасности од изумирања, и сматра се скоро угроженим таксоном.

## Распрострањење
Ареал врсте је ограничен на мањи број држава. 
Врста има станиште у Белизеу, Гватемали и Мексику.

## Станиште
Станиште врсте су слатководна подручја и копно.